# Bad Manners
Bad Manners je anglická 2 Tone ska kapela, která spolu s Madness, The Specials a The Selecter patří mezi legendy tohoto žánru.

## Sestava

### Současní členové
- Zpěv: Buster Bloodvessel (vlastním jménem Douglas Trendle)
- Kytara: Simon Cuell
- Baskytara: Lee Thompson
- Klávesy: Rickesh Macwana
- Saxofon: Tony 'Treacle' Richardson
- Bicí: Mark Harrison nebo Carlton Hunt
- Pozoun: Warren Middleton nebo Dave Welton
- Trubka: Trev Irving nebo Chris Bull

### Bývalí členové
- Winston Bazoomies
- Louis Alphonso
- David Farren
- Brian Tuitt
- Martin Stewart
- Paul 'Gus' Hyman
- Chris Kane
- Andrew Marson

## Discografie

### Studiová alba
- 1980 - Ska 'n' B (Magnet) UK # 34
- 1980 - Loonee Tunes! (Magnet) UK # 36
- 1981 - Gosh It's... Bad Manners (Magnet) UK # 18
- 1982 - Forging Ahead (Magnet) UK # 78
- 1985 - Mental Notes (Portrait / America)
- 1989 - Return of the Ugly] (Blue Beat)
- 1992 - Fat Sound (Pork Pie / Germany)
- 1998 - Heavy Petting (Moon / America)
- 2003 - Stupidity (Bad Records)

### Živá alba
- 1987 - Live and loud (Link)
- 1991 - Greatest hits live (Dojo)
- 1997 - Don't knock the baldhead: live (Receiver)
- 2006 - Can can (Snapper)

### Kompilace
- 1983 - Klass (MCA)
- 1989 - Anthology (Blue Beat)
- 1997 - Viva la ska revolution (Recall)
- 1998 - The collection (Cleopatra)
- 1999 - Rare & Fatty (Moon Ska)
- 2000 - All favourites (Brilliant)
- 2000 - Magnetism: the very best of (Atlantic)
- 2000 - Special brew (Harry May)
- 2008 - Walking in the sunshine: the best of Bad Manners (Warner Music)